# کاتافیلاکسی
کاتافیلاکسی به انتقال گویچه‌های سفید و آنتی‌بادی‌ها به سوی محل عفونت در بدن گفته می‌شود.